# Distrito de Yarábulus
El distrito de Yarabulus (en árabe: جرابلس‎ Ğarābulus, en turco: Cerablus) es un distrito (mantiqah) de la gobernación de Alepo en Siria. En el censo de 2004 contaba con una población de 58 889 habitantes. La capital del distrito es la ciudad de Yarabulus.
Étnicamente, el distrito se compone de turcomanos, árabes y kurdos. 
La ciudad de Yarabulus tenía una minoría armenia hasta principios de la década de 1970, cuando la mayoría se trasladó a Alepo.[cita requerida]

## Divisiones
El distrito de Yarabulus se divide en 2 subdistritos o Nāḥiyas (población según el censo de 2004):